# Dasyuris fulminea
Dasyuris fulminea là một loài bướm đêm trong họ Geometridae.